# انحراف اولیه
انحراف اولیه (به انگلیسی: Primary Deviance) مرحله اولیه در تعریف رفتار انحرافی است که ادوین لمرت (۸ می ۱۹۱۲–۱۰ نوامبر ۱۹۹۶) استاد جامعه‌شناسی در دانشگاه کالیفرنیا آن را ارائه کرد. انحراف اولیه را به عنوان درگیر شدن در عمل اولیه انحراف تصور می‌کند. این در سراسر جامعه بسیار رایج است زیرا همه در نقض فرم اساسی شرکت می‌کنند. انحراف اولیه منجر به درونی کردن هویت انحرافی در شخص نمی‌شود، بنابراین فرد خودپنداره خود را تغییر نمی‌دهد تا این هویت انحرافی را شامل شود. انحراف ثانویه ممکن است به وقوع بپیوندد تا زمانی که عمل برچسب گذاری یا برچسب گذاری نشود. به گفته ادوین لمرت، انحراف اولیه اعمالی است که توسط فرد انجام می‌شود و به آنها اجازه می‌دهد برچسب انحرافی را با خود حمل کنند.

## تأثیرات بر رفتار انحرافی اولیه

### خانواده و زندگی خانگی
حمایت والدین و تأثیری که والدین بر فرزندان خود دارند، یکی از مهم‌ترین عواملی است که در رفتار نوجوانان نقش دارد. این مرحله اولیه ای است که در آن رفتارها، اخلاقیات و ارزش‌ها آموخته و اتخاذ می‌شود. هدف از راهنمایی والدین شکل‌دادن و شکل‌دادن به رفتارهایی است که آنها را واجد شرایط عملکرد مناسب در جامعه می‌کند. ستایش، عشق، محبت، تشویق و بسیاری از جنبه‌های دیگر اعمال مثبت یکی از بزرگ‌ترین مؤلفه‌های حمایت والدین است. با این حال، این تمام چیزی نیست که برای جلوگیری از شکل‌گیری و بروز رفتارهای انحرافی لازم است. والدین باید تکنیک‌های مؤثر انضباط، نظارت و حل مسئله را اجرا کنند. کودکانی که از خانه‌هایی می‌آیند که والدین در آن رفتارهای مثبت را اعمال نمی‌کنند و رفتارهای انحرافی را به درستی تنبیه نمی‌کنند، کودکانی هستند که احتمال دارد رفتارهای انحرافی انجام دهند. این نوع پیوند ضعیف تلقی می‌شود و باعث انحراف در کودک می‌شود.

### همتایان
پیوندهای قوی با والدین برای گروه اجتماعی که کودک انتخاب می‌کند با آنها ارتباط برقرار کند ضروری است. زمانی که در خانه کنترل کمی وجود داشته باشد، هیچ اجبار مثبتی از سوی والدین وجود نداشته باشد و کودک احساسات مثبتی نسبت به مدرسه و تحصیل نداشته باشد. آنها به احتمال زیاد با همسالان منحرف ارتباط دارند. هنگام معاشرت با همسالان منحرف، رفتارهای انحرافی را بیشتر می‌پذیرند تا زمانی که کودک گروه اجتماعی دیگری را انتخاب کند. به همین دلیل است که پیوند والد-کودک قوی است زیرا تأثیر نهایی بر همسالانی که انتخاب می‌کنند می‌گذارد و اگر آنها در نوجوانی رفتارهای انحرافی اولیه را انتخاب کنند، تأثیر خواهد داشت.

## مشارکت‌کنندگان جامعه‌شناسی

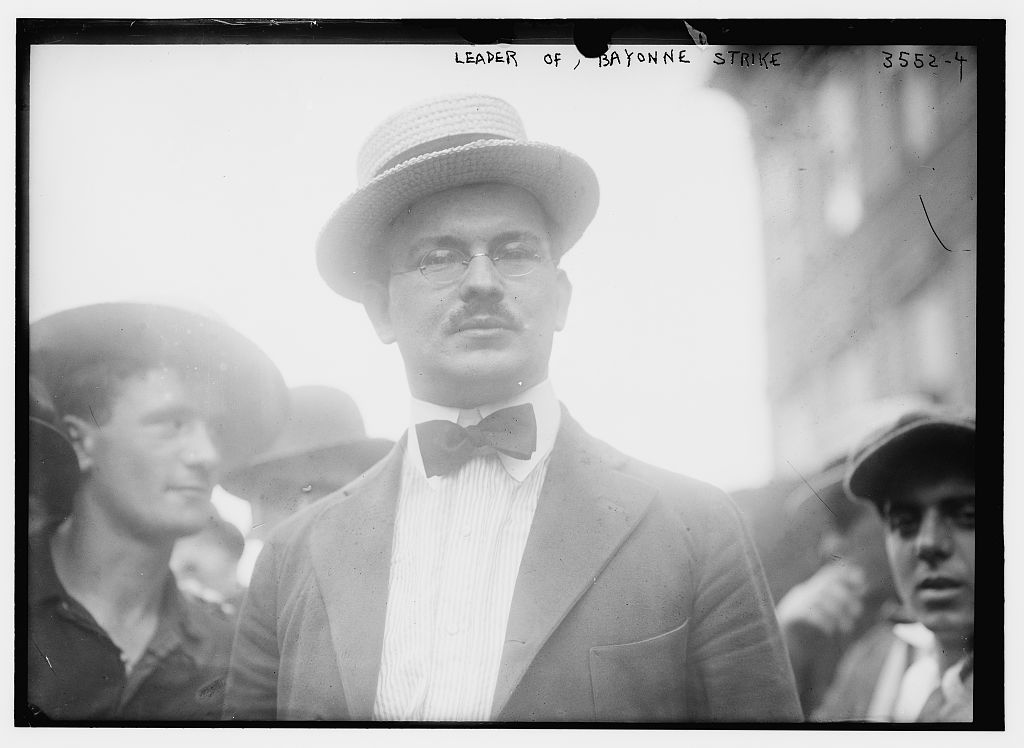
فرانک تاننباوم
فرانک تاننباوم، این نظریه را مطرح کرد که رفتارهای انحرافی اولیه ممکن است برای کسانی که مرتکب این عمل می‌شوند بی‌گناه یا سرگرم‌کننده باشد ولی می‌تواند برای والدین، مربیان و حتی مجریان قانون، آزاردهنده باشد و به عنوان نوعی بزهکاری در نظر گرفته شود.
تاننباوم دو نوع مختلف انحراف را متمایز کرد:
- اولین مورد، عمل اولیه‌ای است که کودک آن را بی‌گناه می‌داند ولی بزرگسالان آن را منحرف می‌دانند، این برچسب را انحراف اولیه می‌نامند.
- مورد دوم بعد از این است که در ابتدا به آنها برچسب زده شد که آنها به انحراف ثانویه شناخته می‌شوند که در آن بزرگسال و کودک هر دو موافق هستند که آنها منحرف هستند.

تاننباوم اظهار داشت که «نمایشی بیش از حد» این اعمال انحرافی می‌تواند باعث شود که به فرد برچسب زده شود و برچسب منحرف بودن را بپذیرد. با توجه به پذیرش این برچسب، آنها در نهایت از منحرف اولیه به منحرف ثانویه تبدیل شده و در نتیجه مرتکب جنایات بزرگتری می‌شوند.

## رویکردهای نظری

### نظریه برچسب‌زنی

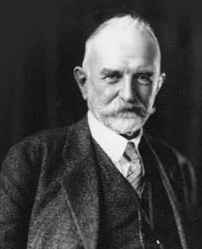
جورج هربرت مید

رایج‌ترین نظریه مربوط به انحراف اولیه در اوایل دهه ۱۹۶۰ توسط گروهی از جامعه‌شناسان ایجاد شد و عنوان نظریه برچسب‌زنی شد. نظریه برچسب‌زنی گونه ای از کنش متقابل نمادین است که رویکردی نظری در جامعه‌شناسی است که توسط جورج هربرت مید مشهور توسعه یافته‌است. بر نقش نمادها و زبان به عنوان عناصر اصلی تعامل انسانی تأکید می‌کند. نظریه برچسب‌زنی از نظر نظریه‌پردازان برچسب‌زنی توسط کسانی که برای حفظ نظم و قانون در محل قرار می‌گیرند، مانند افسران پلیس، قضات و غیره اعمال می‌شود. اینها افرادی هستند که معمولاً به افرادی که برخی از قوانین را نقض کرده‌اند برچسب می‌زنند. برچسب منحرف از جانب شخصی که این عمل را انجام داده‌است نمی‌آید، بلکه شخصی است که قدرتمندتر از شخصی است که به او برچسب زده شده‌است. این نظریه به دلیل ناتوانی در توضیح اولیه علت انحراف به شدت مورد انتقاد قرار گرفته‌است. با این حال، تمرکز اصلی نظریه برچسب‌زنی این است که توضیح دهد چگونه برچسب‌زنی مرتبط است و می‌تواند باعث انحراف ثانویه شود.

### نظریه آنومی
رابرت کی. مرتن نظریه آنومی را توسعه داد که به‌طور خاص به علل انحراف اختصاص داشت. واژه آنومی از پدرخوانده جامعه‌شناسی امیل دورکیم گرفته شده‌است. آنومی عبارت است از تجزیه هنجارهای اجتماعی که ناشی از ترغیب افراد جامعه به جاه طلبی اما ناتوانی در ارائه فرصت‌های مشروع برای موفقیت برای آنهاست.. مرتن این نظریه را مطرح کرد که جامعه بر اهمیت دستیابی به موفقیت تأکید اساسی دارد. با این حال، این هدف برای افراد از همه طبقات اجتماعی قابل دستیابی نیست. مرتن به دلیل عدم وجود منابع برای افراد طبقات اجتماعی پایین برای دستیابی به سطح بالایی از موفقیت، این نظریه را مطرح کرد که مردم مجبور به انجام اعمال انحرافی هستند. مرتن رفتار منحرفان را نوآوری نامیده‌است.

### نظریه یادگیری اجتماعی
نظریه یادگیری اجتماعی این نظریه را مطرح می‌کند که رفتار انحرافی از طریق تعاملات اجتماعی با افراد دیگر آموخته می‌شود. ادوین ساترلند توضیحی برای این نظریه ارائه کرد که توضیح می‌دهد چگونه فرد رفتار انحرافی را یادمی‌گیرد. این توضیح تداعی افتراقی نامیده می‌شود.

### تداعی افتراقی
تداعی افتراقی این نظریه را مطرح می‌کند که اگر فردی با افرادی که ایده‌های انحرافی دارند بیشتر از افرادی که از ایده‌های مرسوم استقبال می‌کنند معاشرت کند، احتمالاً فرد دچار انحراف می‌شود." شخصی که عمل انحرافی را ارائه می‌دهد، لزوماً منحرف نیست. تأکید تداعی افتراقی این است که اگر به کسی فرصت داده شود، احتمالاً این عمل را انجام خواهد داد. اگرچه ممکن است برخی هم با منحرفان و هم با کسانی که عقاید متعارف دارند ارتباط داشته باشند، اما اگر تماس‌های انحرافی بیشتر از مخاطبین متعارف باشد، احتمال وقوع انحراف وجود دارد. نکته کلیدی اصلی تداعی افتراقی به ویژه به جنبه ارتباط اشاره دارد. ارتباط افتراقی به عنوان علت انحراف نظریه شده‌است.